# 李恭 (成化河南進士)
李恭（1430年—？），字致敬，河南衛輝府淇縣人，民籍。明朝政治人物。同進士出身。

## 生平
景泰七年（1456年）舉丙子科河南鄉試第六十二名。成化五年（1469年）中式乙丑科會試第二百二十二名，殿試登進士第三甲第一百零四名。

## 家族
曾祖李茂。祖父李彥才。父李欽。